# ستيفاني هيل
ستيفاني هيل (بالإنجليزية: Stephanie Hill)‏ هي عارضة وممثلة بريطانية، ولدت في 19 مايو 1995 في دربي في المملكة المتحدة.